# Ioan-Coriolan Balintoni
Ioan-Coriolan Balintoni (15 septembrie 1939 - 22 ianuarie 2025) a fost un geolog român, membru corespondent al Academiei Române din 2017.

## Activitatea
A absolvit în 1963 cursurile Facultății de Științe Naturale-Geografie, Secția Geologie, a Universității „Babeș-Bolyai“ din Cluj-Napoca. 
În perioada 1994-1996 a devenit conferențiar al acestei universităti, catedra de mineralogie a Facultății de Biologie și Geologie. Intre 1996-2004 ajunge profesor universitar titular la aceeași catedră, iar în perioada 2000-2002 devine șeful catedrei. În intervalul 2004-2012 este numit profesor consultant al facultății și începând cu anul 2012 este profesor emerit.
Din anul 2007 este conducător de doctorat în cadrul universității, având 5 doctorate finalizate și 5 doctoranzi din Canada și SUA. 
A fost membru al Senatului Universității „Babeș-Bolyai“ din Cluj-Napoca în perioada 1996-2000 și membru al Comitetului de Cercetare Științifică a Senatului. De-a lungul carierei sale a elaborat numeroase cercetări, concretizate în peste 130 de lucrări științifice.